# 622年
| 千纪： | 1千纪 |
| 世纪： | 6世纪 \| 7世纪 \| 8世纪 |
| 年代： | 590年代 \| 600年代 \| 610年代 \| 620年代 \| 630年代 \| 640年代 \| 650年代                                                  |
| 年份： | 617年 \| 618年 \| 619年 \| 620年 \| 621年 \| 622年 \| 623年 \| 624年 \| 625年 \| 626年 \| 627年                            |
| 纪年： | 壬午年（马年）；高昌重光三年；林士弘太平六年；梁師都永隆五年；唐武德五年；高开道始兴五年；刘黑闼天造元年；新罗建福三十九年 |

## 大事记
- 中国
  - 正月，劉黑闥至相州稱漢東王，建元天造，
  - 二月，劉黑闥攻陷竇建德故都洺州（今河北永年）並遷都於此），唐軍遣人決洺水堰，水淹漢東軍，劉黑闥等奔突厥。
  - 七月，唐高祖召杜伏威入朝。
  - 吳王李子通滅亡。
  - 嶺南高州豪酋馮盎向唐內附。
  - 林士弘建立的楚滅亡。
  - 吐谷渾統治者慕容伏允開始侵犯唐朝的西部邊境。
  - 玄奘剃度出家。
  - 唐朝設立交州總管府，任命丘和為大總管，管理交、峰、愛、仙、鳶、宋、慈、險、道、龍十州。
  - 唐高祖李淵設立由各種有才能的人士供職的官署，稱為“別院”，是為翰林院的前身。
- 阿拉伯半島
  - 9月27日——穆罕默德逃离麦加。
  - 10月9日——穆罕默德到达亚特里布（今麦地那）。
  - 伊斯兰历的开始。
- 拜占庭
  - 阿瓦爾人和波斯帝國聯軍開始圍攻君士坦丁堡失利。
  - 拜占庭皇帝希拉克略向卡帕多西亞進軍，威脅波斯帝國薩珊王朝從幼發拉底河到安納托利亞的交通線，波斯帝國將領沙赫爾巴拉茲被派去與其作戰，但被他擊敗，被迫從比提尼亞和加拉太撤回安納托利亞東部。

## 各国领袖

### 非洲
- 阿克苏姆帝国 - Armah, 国王 (614–660)

### 美洲
- 玛雅 - 巴加尔二世, 帕伦克君主 (615–683)

### 亚洲
- 中国 (唐朝) - 唐高祖, 中国皇帝 (618–626)
  - 主要割据势力：林士弘(楚帝616–622)、 梁师都(梁帝617–628)、徐圆朗(鲁王621－623)、 刘黑闼(汉东王622－623)、 高开道(燕王618–624)
- 突厥
  - 东突厥 - 颉利可汗 (621–630)
  - 西突厥 - 统叶护可汗 (618–630)
- 高昌 - 麴伯雅, 高昌王 (601–623)
- 吐谷浑 - 伏允, 可汗 (597–635)
- 日本 (飞鸟时代) - 推古天皇, 日本天皇 (593–628)
- 朝鲜半岛 (朝鲜三国) -
  - 百济 - 武王, 百济王 (600–641)
  - 高句丽 - 荣留王, 高句丽王 (618–642)
  - 新罗 - 真平王, 新罗王 (579–632)
- 北印度 - 戒日王 (606–648)
- 遮娄其王朝 - 補羅稽舍二世（英语：Pulakesi II）, 遮娄其王朝君主 (609–642)

### 中东
- 波斯 - 霍斯劳二世, 波斯皇帝 (590–628)

### 欧洲
- 阿瓦尔 -
  - 库勃拉特（英语：Kubrat）（忽必烈）, 阿瓦尔可汗 (617–665)
  - 欧嘉纳（英语：Organa）, 摄政 (617–630)
- 拜占庭帝国 - 希拉克略 (610–641)
- 法兰克王国 - 克洛塔爾二世, 法兰克墨洛温王朝国王 (613–629)
- 伦巴底王国 - 阿达罗尔德 (616–626)
- 英格兰 (七国时代) - 东盎格利亚, 不列颠的统治者（Bretwalda）
  - 东盎格利亚 - 雷德沃尔德 (593–624)
  - 埃塞克斯王国 - 西吉伯特一世（英语：Sigeberht I of Essex） (617–653)
  - 肯特王国 - 伊德鲍尔德（英语：Eadbald of Kent） (616–640)
  - 默西亚王国 -
  - 诺森布里亚 - 埃德温 (诺森布里亚), 诺森布里亚王(616–632)
  - 萨塞克斯王国 -
  - 韦塞克斯 - 西内吉尔斯, 韦塞克斯王 (611–643)
- 苏格兰
  - 达尔里阿达 - Eochaid Buide奥凯德, 达尔里阿达（Dál Riata）王 (608–629)
  - 斯特拉斯克莱德王国 - 比利一世（英语：Bili I of Strathclyde） (621–633)
- 西哥特王国 - - 苏因提拉（英语：Suintila）(621–631)
- 威尔士 -
  - 格威尼德王国 - Cadfan ap Iago(613–624)
  - 波伊斯王国 - Eiludd Powys (613–642?)

## 逝世
- 殷開山，唐朝将军。
- 劉武周，隋末唐初割據勢力。
- 李子通，隋末唐初割據勢力。
- 林士弘，隋末唐初割據勢力。
- 4月8日——聖德太子：日本皇族、政治家。（生於574年）
- 4月11日——羅士信，隋唐軍事人物。